# Pseudohyboella weylandiana
Pseudohyboella weylandiana är en insektsart som beskrevs av Günther, K. 1938. Pseudohyboella weylandiana ingår i släktet Pseudohyboella och familjen torngräshoppor. Inga underarter finns listade i Catalogue of Life.